# Гонадолиберин
Гонадотропин-рилизинг-гормон, или гонадорелин, гонадолиберин, гонадотропин-рилизинг-фактор, сокращённо ГнРГ — один из представителей класса рилизинг-гормонов гипоталамуса. Существует также аналогичный гормон эпифиза.
ГнРГ вызывает усиление секреции передней долей гипофиза гонадотропных гормонов — лютеинизирующего гормона и фолликулостимулирующего гормона. При этом ГнРГ в большей степени влияет на секрецию лютеинизирующего, чем фолликулостимулирующего гормона, за что и называется нередко также люлиберин или лютрелин.
Гонадотропин-рилизинг-гормон по строению является полипептидным гормоном. Вырабатывается в гипоталамусе.
Секреция ГнРГ происходит не постоянно, а в виде коротких пиков, следующих друг за другом с строго определёнными временными интервалами. При этом интервалы эти различны у мужчин и у женщин: в норме у женщин выбросы ГнРГ следуют каждые 15 мин в фолликулярной фазе цикла и каждые 45 мин в лютеиновой фазе и во время беременности, а у мужчин — каждые 90 мин.
Введение экзогенного ГнРГ в режиме постоянной капельной инфузии или введение длительно действующих синтетических аналогов ГнРГ вызывает кратковременное увеличение секреции гонадотропных гормонов, быстро сменяющееся глубоким угнетением и даже выключением гонадотропной функции гипофиза и функции половых желёз вследствие десенсибилизации рецепторов ГнРГ гипофиза.
В то же время введение экзогенного ГнРГ с помощью специальной помпы, имитирующей естественный ритм пульсации секреции ГнРГ, обеспечивает длительную и стойкую стимуляцию гонадотропной функции гипофиза, причём правильный режим помпы обеспечивает правильное соотношение ЛГ и ФСГ по фазам цикла у женщин и правильное, характерное для мужчин, соотношение ЛГ и ФСГ у мужчин.

## Механизм действия
ГнРГ стимулирует переднюю долю гипофиза, клетки-гонадотропы, в мембранах которых находятся ГнРГ-рецепторы, к секреции двух гормонов: фолликулостимулирующий гормон (ФСГ) и лютеинизирующий гормон (ЛГ). Эти гормоны также объединяют под общим названием гонадотропинов. Гонадотропин — это гормон, стимулирующий активность гонад, в данном случае семенников. ФСГ стимулирует сперматогенез, вследствие чего клетки Сертоли способствуют завершению развития из сперматид спермиев. ЛГ побуждает клетки Лейдига (интерстициальные клетки семенника) синтезировать гормон тестостерон. Тестостерон стимулирует интерстициальные клетки мужчины, он представляет собой стероидный гормон, образующийся из холестерола. Он вызывает рост и развитие спермиев из клеток зачаткового эпителия, также вместе с ФСГ он оказывает стимулирующее действие на клетки Сертоли. Механизм, действующий по принципу отрицательной обратной связи, повышает уровень тестостерона, и это ведет к уменьшению скорости секреции ГнРГ гипоталамусом, что, в свою очередь, ведет к понижению уровней ЛГ и ФСГ. Тестостерон также влияет на переднюю долю гипофиза, понижая секрецию ЛГ, но это действие выражено слабее. Клетки Сертоли вырабатывают гликопротеиновый гормон — ингибин. Он регулирует образование спермиев по принципу отрицательной обратной связи. Если сперматогенез происходит слишком быстро, то начинает синтезироваться ингибин, который, воздействуя на переднюю долю гипофиза, снижает секрецию ФСГ. Ингибин воздействует на гипоталамус, уменьшая секрецию ГнРГ. Если сперматогенез идет медленно, то ФСГ стимулирует сперматогенез. ФСГ и ЛГ вызывают в клетках, которые они стимулируют, выделение цАМФ в цитоплазму, а затем в ядро, где стимулируется синтез ферментов.